# See Emily Play
"See Emily Play"는 영국 사이키델릭 록 그룹 핑크 플로이드의 두 번째 싱글이다. 그룹의 원년 리더였던 시드 배릿이 곡을 썼으며 1967년 5월 23일 녹음하였다. 싱글 곡 "Scarecrow"는 이 싱글의 B 사이드에 수록되어있다. 이 곡은 컴필레이션 앨범인 Relics (1971), Works (1983), Shine On (1992), Echoes: The Best of Pink Floyd (2001)에 재수록되었으며, 2007년 The Piper at the Gates of Dawn의 40주년 기념앨범에도 수록되었다.

## EP
| #             | 제목                        | 재생 시간 |
| ------------- | --------------------------- | --------- |
| 1.            | 〈See Emily Play〉          | 2:48      |
| 2.            | 〈Scarecrow〉               | 2:05      |
| 3.            | 〈Arnold Layne〉            | 2:50      |
| 4.            | 〈Candy and a Currant Bun〉 | 2:40      |
| 총 재생 시간: | 총 재생 시간:               | 10:23     |